# Edward James Montagu-Stuart-Wortley
Edward James Montagu-Stuart-Wortley, né le 31 juillet 1857 et décédé le 19 mars 1934 est un officier britannique qui sert lors des conflits coloniaux en Afghanistan, en Afrique du Sud, en Égypte, en la Turquie, au Soudan et lors de la Première Guerre mondiale. Il est limogé à la suite de l'échec de sa division lors des attaques de diversion au cours de la bataille de la Somme.

## Biographie

### Premières années
Edward James Montagu-Stuart-Wortley est né le 31 juillet 1857, il est le deuxième fils de Francis Dudley Montagu-Stuart-Wortley, petit-fils de John Stuart-Wortley-Mackenzie, le 2e baron Wharncliffe et le neveu d'Edward Montagu-Stuart-Wortley-Mackenzie, 1er comte de Wharncliffe. Il fait ses études au Collège d'Eton à partir de 1866 et intègre le King's Royal Rifle Corps au 60e régiment d'infanterie le 13 octobre 1877.

### Guerres coloniales
Au cours de la seconde guerre anglo-afghane de 1878 - 1880, Stuart-Wortley devient en 1879 surintendant de l'Armée à la transmission au sein de la force de campagne du Kurram. Il est ensuite envoyé en Afrique du Sud.
La première guerre des Boers débutent en décembre 1880 par le siège des garnisons britanniques par des commandos boers du Transvaal. Le gouverneur du Natal, Sir George Pomeroy Colley, mobilise la Force de campagne du Natal où Stuart-Wortley prend aux combats de Laing's Nek, de Schuinshoogte et de Majuba.
En 1881, Stuart-Wortley est le secrétaire militaire du général Valentine Baker, le commandant de la police égyptienne. Pendant la guerre anglo-égyptienne, il devient l'aide de camp du major-général sir Evelyn Wood (en).
Stuart-Wortley prend part à l'expédition de secours du Nil pour soulager le général Gordon, assiégé à Khartoum. La colonne de l'expédition se déplaçant dans le désert forte d'environ 1 400 soldats est attaquée à Abu Klea par une force soudanaise de 13 000 hommes. Le combat ne dure qu'une quinzaine de minutes, les assaillants sont repoussés. Mais l'attaque ralentit la progression de la colonne. L'armée de secours atteint avec 2 jours de retard Khartoum, trop tard pour sauver la garnison dont les soldats sont tous tués.
En 1885, Stuart-Wortley est l'attaché militaire de la mission dirigée par Sir Henry Drummond Wolff à Constantinople pour discuter du statut de l'Égypte avec l'Empire ottoman. La même année, il est nommé adjudant général adjoint de Sir Francis Grenfell et participe à la bataille de Ginnis. Il intègre l'école militaire de Camberley en 1889, il obtient le grade de major de brigade, il est affecté à Malte de 1893 à 1896.
Lors de la deuxième campagne du Nil de 1896 dirigée par Lord Kitchener, Stuart-Wortley est le commandant en second d'une flottille de canonnières, il mène ensuite une troupe formée d'irréguliers arabes sur la rive Est du Nil et prend part à la bataille d'Omdurman. Pour ses services en cette campagne, il devient compagnon de l'ordre de Saint-Michel et Saint-Georges en 1896 et reçoit l'ordre du Service distingué en 1897.
Au cours de la seconde guerre des Boers, Stuart-Wortley commande un bataillon composite formé de compagnies du King's Royal Rifles Corps et de la Rifle Brigade (Prince Consort's Own) à la bataille des Hauteurs du Tugela (en) lors des opérations de libération de Ladysmith. En juillet 1901, il est promu lieutenant-colonel, il est nommé attaché militaire à Paris, poste qu'il occupe jusqu'en 1904.
Au cours de l'été 1907, le kaiser Guillaume II, en convalescence, loue à Stuart-Wortley son château de Highcliffe (en). Il offre à Stuart-Wortley en remerciement de son hospitalité deux vitraux pour le château et l'invite à observer les manœuvres de l'armée allemande en Alsace en 1908. Stuart-Wortley est également décoré de l'ordre de l'Aigle rouge de 2e classe. De 1908 à 1912, il commande la 10e brigade d'infanterie à Shorncliffe. Le 1er juin 1914, il est nommé commandant de la 46e (North Midland) (en) division territoriale.

### Première Guerre mondiale
Durant la Première Guerre mondiale en octobre 1915, la 46e division combat en France à la bataille de Loos, avec de fortes pertes lors des attaques contre la Redoute Hohenzollern. Stuart-Wortley propose pour cette attaque de réaliser une puissante préparation d'artillerie, mais cette idée est rejetée par le général Haking son chef de corps. Stuart-Wortley se résout à attaquer de front la position. L'attaque est un échec total et la 46e division perd 180 officiers et 3 583 hommes blessés tués ou disparus.

Stuart-Wortley, avec la permission de Sir John French, écrit régulièrement au roi George V au sujet des activités de la 46e division. Cette proximité avec le Roi et ses résultats à la bataille de Loos, lui attire l'inimité de Haig qui cherche alors à lui retirer son commandement. En juin 1916, à quelques semaines de son 59e anniversaire, il souffre de sciatique. Malgré son expérience, son aptitude au commandement opérationnel faiblit, un officier le décrit comme :
 « Un homme usé, qui n'a jamais visité la ligne de front et est incapable d'inspirer l'enthousiasme. »
La 46e division d'infanterie dirigée par Stuart-Wortley fait partie de la 3e armée britannique dirigée par le général Edmund Allenby. Au déclenchement de la bataille de la Somme, la 46e division réalise une attaque de diversion au premier jour de la bataille sur Gommecourt, le 1er juillet 1916. L'assaut initial à 7h30 du matin échoue totalement, Stuart-Wortley est sommé de relancer une attaque dans l'après midi pour soutenir la 56e division qui a davantage progressé. En absence de préparation d'artillerie ou écran de fumée, Stuart-Wortley considère que les chances de succès sont nulles, il ne déclenche qu'une attaque symbolique de deux compagnies à 15h30. Finalement un seul peloton est impliqué dans cette attaque, un seul homme en sortira indemne.
 
L'attaque de diversion de la 46e division cause 2 455 tués, blessés et disparus. Ce nombre important est cependant le nombre de pertes le plus faible enregistré parmi les 13 divisions britanniques engagées lors de cette journée. De l'avis du commandant du 7e Corps, le lieutenant général Thomas D'Oyly Snow (en) :
« La 46e division... a montré un manque d'esprit offensif. Je ne peux attribuer cela au fait que son commandant, le major-général Stuart-Wortley Montagu, n'est pas de l'âge, ni la constitution, pour lui permettre d'être aussi bien parmi ses hommes dans les lignes de front qui est nécessaire pour imprégner tous les rangs de la confiance et de l'esprit. »

Le général Allenby ordonne une commission d'enquête, mais renvoie Stuart-Wortley le 5 juillet 1916 avant les conclusions de l'enquête. Sachant que les ordres de Stuart-Wortley au déclenchement de l'attaque est « d'occuper le terrain gagné par l'artillerie » son limogeage reste un sujet de controverse. Selon Alan MacDonald, « la division et son général ont été les boucs émissaires de l'échec d'un concept voué à l'échec, imaginé par l'autorité supérieure - l'attaque de diversion à Gommecourt ».

### Retraite
À son retour en Angleterre, Stuart-Wortley reçoit le commandement de la 65e division d'infanterie en Irlande jusqu'en mars 1919. Il est mis à la retraite le 31 juillet 1919. Il fait appel plusieurs fois auprès de sa hiérarchie pour rétablir son honneur sans succès. Il décède le 19 mars 1934 à l'âge de 76 ans.

### Famille
Stuart-Wortley épouse Violette Hunter Guthrie, le 5 février 1891, la fille de James Guthrie Alexander, 4e baron de Craigie. Ils ont deux enfants le major Nicholas Stuart-Wortley Rothesay (1892-1926) et Elizabeth Montagu Valette-Stuart-Wortley (1896-1978).
 
Le frère aîné d'Edward James Montagu-Stuart-Wortley, Sir Francis Montagu-Stuart-Wortley-Mackenzie hérite du comté de Wharncliffe et son jeune frère l'honorable Sir Alan Richard Montagu-Stuart-Wortley devient lieutenant-général dans l'armée britannique en service tout au long de la Première Guerre mondiale.